# Holosoma
Holosoma is een geslacht van kevers uit de familie van de loopkevers (Carabidae). De wetenschappelijke naam van het geslacht is voor het eerst geldig gepubliceerd in 1889 door Semenov.

## Soorten
Het geslacht Holosoma omvat de volgende soorten:
- Holosoma boettcheri Jedlicka, 1936
- Holosoma hedini (Andrewes, 1935)
- Holosoma heros Kirschenhofer, 1995
- Holosoma imurai N.Ito, 2003
- Holosoma nigritum N.Ito, 2003
- Holosoma opacum Semenov, 1889
- Holosoma rambouseki Jedlicka, 1931
- Holosoma sciakyi Kirschenhofer, 1995
- Holosoma speciosum N.Ito, 2003
- Holosoma weigoldi (Heller, 1923)